# وحدة أبحاث الخلايا الجذعية (جامعة الملك سعود)
وحدة أبحاث الخلايا الجذعية في جامعة الملك سعود تُعنى بدفع عجلة التقدم العلمي في أبحاث الخلايا الجذعية في المملكة العربية السعودية وتهدف لأن تكون نواة لمركز وطني سعودي يهتم بالخلايا الجذعية وأبحاثها ، بدأت الوحدة فعلياً في عام  1427 هـ، وكانت اللبنة الأولى فيها لمشروع تم دعمه من قبل مدينة الملك عبد العزيز للعلوم والتقنية.
تتخذ الوحدة من قسم التشريح بكلية الطب مقراً لها، وتمتلك عدة معامل متخصصة كمعمل الجزيئات الخلوية ومعمل زراعة الأنسجة ومعمل الأجنة والتخصيب الخارجي، وقد عقدت اتفاقيات تعاون مع العديد من المراكز المتخصصة حول العالم كمركز أبحاث الخلايا الجذعية بجامعة جنوب الدنمارك ومركز المورثات والخلايا الجذعية في الجامعة الوطنية الأسترالية.